# يولاندا أميرة سافوي
يولاندا أميرة سافوي (بالإيطالية: Iolanda Margherita di Savoia) (1 يونيو 1901 - 16 أكتوبر 1986) كانت الابنة البكر للملك فيكتور عمانويل الثالث ملك إيطاليا وزوجته الأميرة إلينا دل مونتينيغرو، وأخت أومبرتو الثاني الذي كان آخر ملوك إيطاليا.